# Hornsby, New South Wales
Hornsby este o suburbie în Sydney, Australia.